# رجل أعمى (فلم)
رجل أعمى (بالفرنسية: À l'aveugle) فيلم إثارة فرنسي لعام 2012 من إخراج كزافييه بالود.

## بطولة
- جاك جامبلين - القائد لاسال
- لامبرت ويلسون - نارفيك
- رافاييل أغوجوي - هيلواز
- ارنود كوسون - فيرمولين

## وصلات خارجية
- مقالات تستعمل روابط فنية بلا صلة مع ويكي بيانات

رجل أعمى  في قاعدة بيانات الأفلام على الإنترنت (بالإنجليزية)